# Tpack
Este artigo foi traduzido do wikipedia em inglês.
Conhecimento Tecnológico Pedagógico do Conteúdo
TPACK (sigla em inglês para Technological Pedagogical Content Knowledge) é um modelo teórico formulado para entender e descrever os tipos de conhecimentos necessários a um professor para a prática pedagógica efetiva em um ambiente de aprendizagem equipado com tecnologia. O conhecimento pedagógico do conteúdo (PCK) foi descrito pela primeira vez por Lee Shulman (Shulman 1986) e framework teórico TPACK foi elaborado a partir dessas ideias centrais, com a inclusão da tecnologia. Punya Mishra, professor titular, e Matthew J. Koehler, professor adjunto, ambos na Universidade do Estado de Michigan nos Estados Unidos, elaboraram extensos trabalhos na construção da framework teórico TPACK (Koehler & Mishra 2008, Mishra & Koehler 2006).
O quadro TPACK baseia-se em (1986,1987) descrições de Shulman de PCK para explicar como a compreensão dos professores de educação tecnologias e PCK interagir uns com os outros para produzir ensino eficaz com a tecnologia.
O ensino é caracterizado pelo alto nível de variabilidade de situações enfrentadas pelo professor e por uma interconexão entre teoria e prática. Dessa forma, requer dos professores o entrelaçamento de diferentes tipos de conhecimento aplicáveis em diferentes situações. Nesse sentido, o modelo teórico TPACK pressupõe que o ensino com o uso de tecnologia passa pela integração de três componentes: Tecnologia, Pedagogia e Conteúdo. Um professor capaz de negociar essas relações possui uma forma de expertise diferente de, e (talvez) mais ampla que, o conhecimento de um especialista de uma disciplina (por exemplo, um cientista, um músico ou um sociólogo), um especialista de tecnologia (um cientista de computação) ou um especialista em ensino/pedagogia (um educador experiente).
O framework teórico TPACK salienta as complexas relações que existem entre o conhecimento das áreas de conteúdo, pedagogia e tecnologia e pode ser uma estrutura organizacional útil para definir o que os professores precisam saber para integrar a tecnologia às suas práticas de maneira efetiva (Archambault & Crippen, 2009).

## Domínios TPACK
TPACK consiste de 7 domínios específicos: (i) Conhecimento do Conteúdo (CK), (ii) Conhecimento Pedagógico (PK), (iii) Conhecimento Tecnológico (TK), (iv) Conhecimento Pedagógico do Conteúdo (PCK), (v) Conhecimento Tecnológico do Conteúdo (TCK), (vi) Conhecimento Tecnológico Pedagógico (TPK), e (vii) Conhecimento Tecnológico Pedagógico do Conteúdo (TPCK). Todas esses domínios devem ser consideradas dentro de um contexto particular.

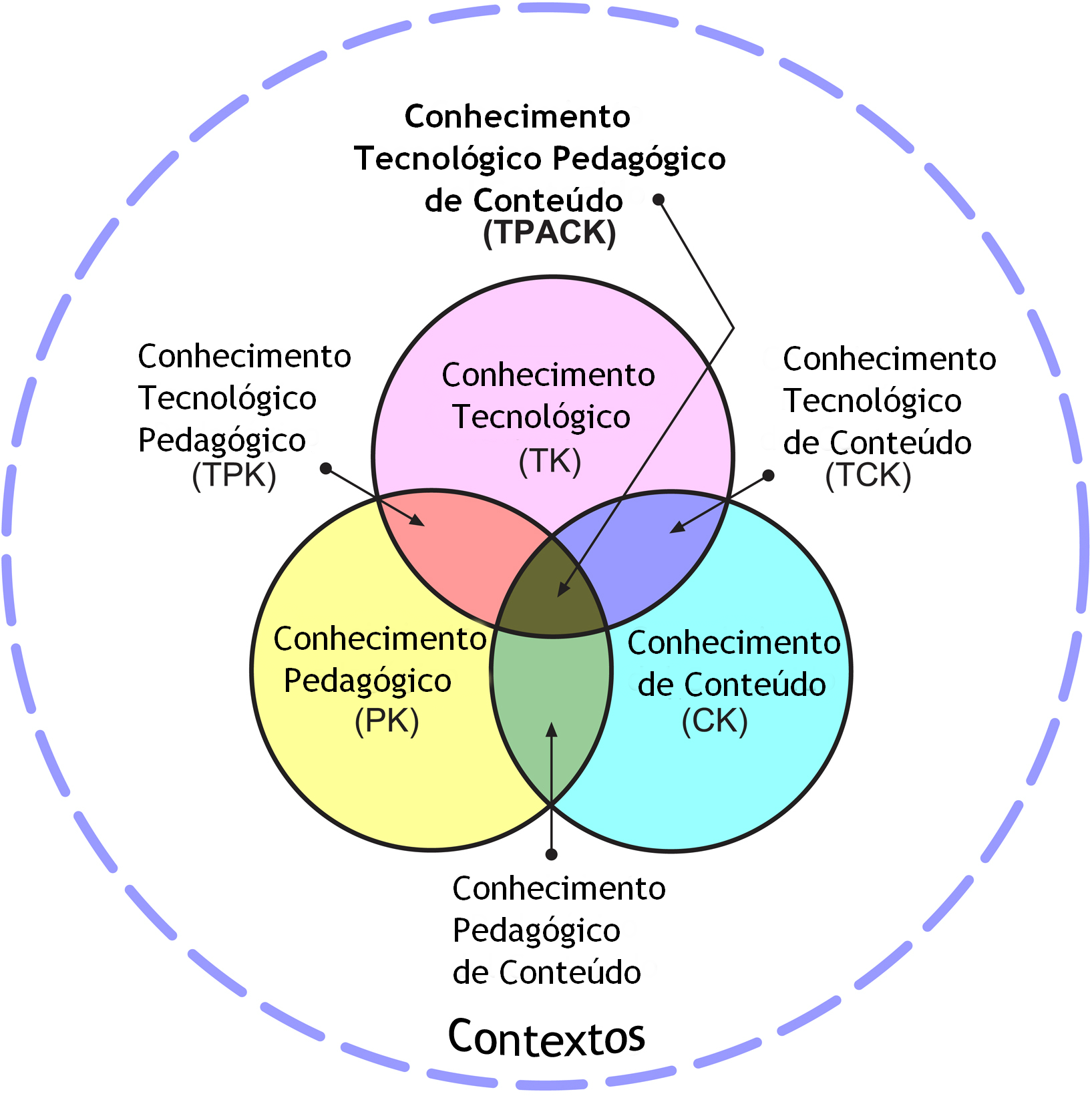
Metodologia TPACK

### Conhecimento Tecnológico (TK)
Conhecimento Tecnológico, dentro do contexto da integração da tecnologia nas escolas, parece se referir na maioria das vezes à tecnologia digital como os laptops, internet e softwares. TK vai além da alfabetização digital, para questões de como alterar o propósito das tecnologias existentes (por exemplo, wikis) para que possam ser usadas em ambientes de aprendizagem (Harris, 2008).

### Conhecimento do Conteúdo (CK)
Conhecimento do Conteúdo pode ser definido como “uma base sólida a nível universitário sobre um determinado assunto” ou “domínio do assunto” (Conselho Americano de Educação, 1999).  Pode ainda incluir conhecimento de conceitos, teorias, metodologias conceituais, bem como conhecimento sobre maneiras reconhecidas de desenvolvimento do conhecimento (Shulman, 1986).

### Conhecimento Pedagógico (PK)
Conhecimento Pedagógico inclui conhecimento genérico sobre como alunos aprendem, abordagens de ensino, métodos de conhecimento e valorização de diferentes teorias sobre ensino (Harris et al., 2009; Shulman, 1986).  Esse conhecimento isolado é necessário, mas insuficiente para fins de ensino. Somado a isso, um professor também precisa ter conhecimento de conteúdo.

### Conhecimento Pedagógico do Conteúdo (PCK)
Conhecimento Pedagógico de Conteúdo é conhecimento sobre como combinar pedagogia e conteúdo de maneira eficiente (Shulman, 1986). Esse é o conhecimento sobre como tornar um assunto inteligível para os alunos. Archambault e Crippen (2009) escrevem que o PCK engloba o discernimento daquilo que torna um assunto difícil ou fácil para ser aprendido, bem como o conhecimento de equívocos comuns e possíveis preconceitos que os alunos trazem para a sala de aula.

### Conhecimento Tecnológico do Conteúdo (TCK)
Conhecimento Tecnológico de Conteúdo se refere ao conhecimento sobre como a tecnologia pode ser usada para fornecer novas maneiras de ensinar um conteúdo (Niess, 2005).  Por exemplo, animação digital possibilita aos alunos a conceituar como os elétrons são compartilhados entre os átomos quando componentes químicos são formados.

### Conhecimento Tecnológico Pedagógico (TPK)
Conhecimento Tecnológico Pedagógico se refere às possibilidades e limitações da tecnologia como facilitadora de diferentes abordagens de ensino (Mishra & Koehler, 2006). Por exemplo, ferramentas de colaboração online podem facilitar uma aprendizagem social entre alunos separados geograficamente.

### Conhecimento Tecnológico Pedagógico do Conteúdo (TPACK)
Conhecimento Tecnológico Pedagógico de Conteúdo se refere ao conhecimento e entendimento das inter-relações entre CK, PK e TK ao usar a tecnologia para ensinar e aprender (Schmidt, Thompson, Koehler, Shin, & Mishra, 2009).  Inclui o entendimento da complexidade das relações entre alunos, professores, conteúdo, práticas e tecnologias (Archambault & Crippen, 2009).

### Contexto
Os professores são limitados por aquilo que podem fazer dentro de seu ambiente de trabalho. Por exemplo, professores com acesso limitado à tecnologia não podem usar as ferramentas da Web 2.0, disponíveis para alunos em escolas que possuem acesso ubíquo à internet. Tempo, treinamento e a natureza do acesso na escola também impactam em como a tecnologia pode ser usada na sala de aula.

## Uso do framework teórico TPACK
O framework teórico TPACK está se tornando cada vez mais popular com um método de organização para programas de desenvolvimento profissional tecnológico educacional para professores. O uso do TPACK nesse contexto tem criado a necessidade de mensurar o professor TPACK. As pesquisas em curso nesse campo têm mostrado a dificuldade em definir as barreiras das diferentes áreas de conhecimento TPACK (Archambault & Crippen, 2009).
O framework teórico TPACK não necessariamente precisa ser introduzido, mas relacionado à ideias criativas para o uso de tecnologias já disponíveis aos educadores. Cada componente: Tecnologia, Pedagogia, e Conteúdo precisam estar em um dado contexto de trabalho.